# Test F1 2016
Questa voce raccoglie un approfondimento sui test effettuati nell'ambito del campionato 2016 di Formula 1.

## Calendario
I test pre-stagionali si disputeranno, in due sole sessioni, la prima dal 22 al 25 febbraio, la seconda dal 1º al 4 marzo, per un totale di otto giorni, entrambe sul Circuito di Catalogna, a Barcellona in Spagna. L'elevato numero di gare presenti nel calendario aveva messo in dubbio la possibilità che, anche in questa stagione, potessero tenersi dei test anche nel corso della stagione. Successivamente la FIA ha stabilito 4 giorni di test, da effettuarsi nel corso del campionato. Le prime due date sono il 17 e 18 maggio, all'indomani del Gran Premio di Spagna, ancora sul tracciato di Barcellona, le altre due il 12 e 13 luglio, sul Circuito di Silverstone, a seguire il Gran Premio di Gran Bretagna.
Il 25 e 26 gennaio si terranno, in realtà, altri test, sul Circuito Paul Ricard, al fine però solo di testare gli pneumatici Pirelli da bagnato. A tali sessioni parteciperanno solo le vetture di tre scuderie: Ferrari, McLaren e Red Bull. Su tali test vi sarà la vigilanza della Federazione, al fine di evitare che le scuderie partecipanti possano ottenere un vantaggio dalla loro presenza..
Durante la stagione Ferrari, Mercedes e Red Bull hanno testato gli pneumatici Pirelli 2017. Su circuiti diversi e in date specifiche le tre scuderie, a turno, hanno testato gli pneumatici con vetture del 2015 con carico aerodinamico modificato per simulare le condizioni del 2017.

### Le Castellet (gennaio 2016)
- Le Castellet, Circuito Paul Ricard, 25-26 gennaio 2016.

### Barcellona (febbraio 2016)
- Barcellona, Circuito di Catalogna, 22-25 febbraio 2016.

### Barcellona (marzo 2016)
- Barcellona, Circuito di Catalogna, 1º-4 marzo 2016.

### Barcellona (maggio 2016)
- Barcellona, Circuito di Catalogna, 17 e 18 maggio 2016.

### Silverstone (luglio 2016)
- Silverstone, Circuito di Silverstone, 12 e 13 luglio 2016.

## Test di Le Castellet

### Formazione piloti
| Team     | 25 gennaio        | 26 gennaio        |
| -------- | ----------------- | ----------------- |
| Ferrari  | Kimi Räikkönen    | Sebastian Vettel  |
| Red Bull | Daniel Ricciardo  | Daniil Kvjat      |
| McLaren  | Stoffel Vandoorne | Stoffel Vandoorne |

### Resoconto prima giornata
La prima sessione di test si svolge sul Circuito Paul Ricard di Le Castellet, posto nel sud della Francia. La F1 torna così sul suolo francese dopo il 2008, ultimo anno di tenuta del gran premio nazionale. Il test però è finalizzato solo allo studio del comportamento delle gomme Pirelli, in condizioni di bagnato. La pista, nella sua conformazione da 3,5 km, viene bagnata artificialmente. Le tre sole scuderie presenti, Ferrari, Red Bull Racing e McLaren utilizzano vetture ancora nella configurazione del 2015, al fine di non trarre vantaggio dalla partecipazione all'evento. Il numero ridotto di vetture ammesse è dovuto alla poca lunghezza del tracciato, e alla scarsa sicurezza viste le condizioni di pista bagnata.
Nella prima giornata il tempo migliore è fatto segnare da Daniel Ricciardo (su Red Bull), che precede Stoffel Vandoorne, pilota tester utilizzato dalla McLaren. Il belga è stato costretto a terminare la sua prestazione dopo 88 giri, a causa di un problema tecnico. Il test si chiude un'ora prima del previsto, dopo che le vetture hanno percorso 1.000 km, con l'uso di dieci tipi di gomme da bagnato diverse.

#### Piloti più veloci
| Pos | Pilota            | Team                    | Tempo    | Giri |
| --- | ----------------- | ----------------------- | -------- | ---- |
| 1   | Daniel Ricciardo  | Red Bull Racing-Renault | 1'08"713 | 99   |
| 2   | Stoffel Vandoorne | McLaren-Honda           | 1'09"131 | 88   |
| 3   | Kimi Räikkönen    | Ferrari                 | 1'09"637 | 99   |

### Resoconto seconda giornata
Il giorno seguente il più rapido è Sebastian Vettel, su Ferrari. Il tedesco ha ottenuto la prestazione con gomme intermedie, in una fase in cui la pista stava asciugandosi. La seconda giornata è stata finalizzata alla ricerca di equilibrio in condizioni di bagnato, non estremo. Solo a inizio turno sono state montate le gomme full wet, impiegate nel 2015, sostituite poi da pneumatici non riconoscibili, che avevano però differenze nelle mescole, nelle costruzioni oltre che nei disegni e nella profondità dei solchi. In due giorni le vetture compiono oltre 2.300 km. Le gomme di nuova generazione dovrebbero essere disponibili dal Gran Premio di Spagna.

#### Piloti più veloci
| Pos | Pilota            | Team                    | Tempo    | Giri |
| --- | ----------------- | ----------------------- | -------- | ---- |
| 1   | Sebastian Vettel  | Ferrari                 | 1'06"750 | 134  |
| 2   | Daniil Kvjat      | Red Bull Racing-Renault | 1'06"833 | 113  |
| 3   | Stoffel Vandoorne | McLaren-Honda           | 1'07"758 | 127  |

## Primo test di Barcellona

### Formazione piloti
| Team        | 22 febbraio       | 23 febbraio       | 24 febbraio      | 25 febbraio       |
| ----------- | ----------------- | ----------------- | ---------------- | ----------------- |
| Mercedes    | Lewis Hamilton    | Nico Rosberg      | Lewis Hamilton   | Lewis Hamilton    |
| Mercedes    | Lewis Hamilton    | Nico Rosberg      | Nico Rosberg     | Nico Rosberg      |
| Ferrari     | Sebastian Vettel  | Sebastian Vettel  | Kimi Räikkönen   | Kimi Räikkönen    |
| Williams    | Valtteri Bottas   | Valtteri Bottas   | Felipe Massa     | Felipe Massa      |
| Red Bull    | Daniel Ricciardo  | Daniel Ricciardo  | Daniil Kvjat     | Daniil Kvjat      |
| Force India | Alfonso Celis Jr. | Sergio Pérez      | Nico Hülkenberg  | Alfonso Celis Jr. |
| Renault     | Jolyon Palmer     | Jolyon Palmer     | Kevin Magnussen  | Kevin Magnussen   |
| Toro Rosso  | Carlos Sainz Jr.  | Max Verstappen    | Carlos Sainz Jr. | Max Verstappen    |
| Sauber      | Marcus Ericsson   | Marcus Ericsson   | Felipe Nasr      | Felipe Nasr       |
| McLaren     | Jenson Button     | Fernando Alonso   | Jenson Button    | Fernando Alonso   |
| Manor       | Pascal Wehrlein   | Pascal Wehrlein   | Rio Haryanto     | Rio Haryanto      |
| Haas        | Romain Grosjean   | Esteban Gutiérrez | Romain Grosjean  | Esteban Gutiérrez |

### Resoconto prima giornata
Sebastian Vettel è il pilota più rapido nella prima giornata di test, condotta sul tracciato di Barcellona. Il tedesco della Scuderia Ferrari precede Lewis Hamilton, su Mercedes, che però è il pilota che effettua il più alto numero di giri, 156. In questa prima giornata tutte le scuderie hanno portato all'esordio la vettura predisposta per il 2016, ad eccezione della Sauber, che presenta ancora la C34. Questa giornata ha visto l'esordio assoluto per il nuovo team Haas, con al volante Romain Grosjean. Il francese ha compiuto solo 31 giri, in quanto la scuderia ha dovuto sistemare l'alettone anteriore, che aveva ceduto durante la fase mattutina della sessione. La Red Bull Racing ha effettuato i test coi motori Renault, per la prima volta ribattezzati TAG Heuer.

#### Piloti più veloci
| Pos | Pilota           | Team                      | Tempo    | Giri |
| --- | ---------------- | ------------------------- | -------- | ---- |
| 1   | Sebastian Vettel | Ferrari                   | 1'24"939 | 69   |
| 2   | Lewis Hamilton   | Mercedes                  | 1'25"409 | 156  |
| 3   | Daniel Ricciardo | Red Bull Racing-TAG Heuer | 1'26"044 | 87   |

### Resoconto seconda giornata
Il ferrarista Vettel si conferma il più rapido in pista anche nella seconda giornata di test. Il tedesco, che ha ottenuto il tempo migliore utilizzando un treno di gomme ultrasoft, ha preceduto di oltre sette decimi Daniel Ricciardo. Al termine della sessione Vettel ha parcheggiato la sua vettura a bordo della curva 3, ma senza riscontrare problemi tecnici di rilievo. Il pilota che ha concluso più giri è stato Nico Rosberg, con 172; la Mercedes non ha però utilizzato la tipologia di coperture più morbida.

#### Piloti più veloci
| Pos | Pilota           | Team                      | Tempo    | Giri |
| --- | ---------------- | ------------------------- | -------- | ---- |
| 1   | Sebastian Vettel | Ferrari                   | 1'22"810 | 126  |
| 2   | Daniel Ricciardo | Red Bull Racing-TAG Heuer | 1'23"525 | 112  |
| 3   | Sergio Pérez     | Force India-Mercedes      | 1'23"650 | 101  |

### Resoconto terza giornata
Nico Hülkenberg è il più rapido nella terza giornata di prove. Il tedesco, che ottiene il tempo migliore con le supersoft, si pone solo tre decimi più lento del tempo ottenuto da Vettel, nel giorno precedente, ma con gomme ultrasoft. Hülkenberg ha preceduto Romain Grosjean, e Kimi Räikkönen; il ferrarista si è visto penalizzato da un problema tecnico all'alimentazione, che non gli ha permesso di sfruttare a pieno la giornata di prove. Kevin Magnussen, su Renault, ha chiuso quarto ma per ben due volte è rimasto fermo lungo il tracciato. Altre interruzioni per bandiera rossa si sono avute per una gomma non ben fissata sulla vettura di Carlos Sainz Jr., e per un incidente di Rio Haryanto, finito fuori pista.

#### Piloti più veloci
| Pos | Pilota          | Team                 | Tempo    | Giri |
| --- | --------------- | -------------------- | -------- | ---- |
| 1   | Nico Hülkenberg | Force India-Mercedes | 1'23"110 | 99   |
| 2   | Romain Grosjean | Haas-Ferrari         | 1'25"874 | 82   |
| 3   | Kimi Räikkönen  | Ferrari              | 1'25"977 | 78   |

### Resoconto quarta giornata
Kimi Räikkönen è il più veloce nell'ultima giornata della prima sessione di prove. Il ferrarista ottiene il tempo montando ancora gomme ultrasoft: il tempo è ottenuto nella fase finale della mattina, mentre al pomeriggio il finlandese è costretto a un lungo stop per la necessità di cambiare i radiatori della sua vettura. Anche Daniil Kvjat, secondo, ha utilizzato il nuovo tipo di mescola, ultrasoft, introdotto da questa stagione. La Mercedes, unica ad alternare due piloti sulla monoposto, chiude con il settimo e l'ottavo tempo, ma impiegando solo gomme medie. Il pilota più rapido, tra quelli che hanno utilizzato questa mescola, è Max Verstappen.
La bandiera rossa è stata esposta in due occasioni: per una Haas rimasta ferma sul tracciato, e per Rio Haryanto, finito contro le barriere. La McLaren, invece, a causa di gravi problemi tecnici, compie solo tre giri.

#### Piloti più veloci
| Pos | Pilota            | Team                      | Tempo    | Giri |
| --- | ----------------- | ------------------------- | -------- | ---- |
| 1   | Kimi Räikkönen    | Ferrari                   | 1'23"477 | 78   |
| 2   | Daniil Kvjat      | Red Bull Racing-TAG Heuer | 1'24"293 | 94   |
| 3   | Alfonso Celis Jr. | Force India-Mercedes      | 1'24"840 | 75   |

## Secondo test di Barcellona

### Formazione piloti
La Mercedes, per non affaticare troppo i propri piloti, decide di continuare l'alternanza tra Nico Rosberg e Lewis Hamilton tra la mattina e il pomeriggio come negli ultimi due giorni nella prima sessione di test. A differenza della prima sessione scenderanno in pista solo i piloti titolari.
| Team        | 1º marzo          | 2 marzo           | 3 marzo         | 4 marzo           |
| ----------- | ----------------- | ----------------- | --------------- | ----------------- |
| Mercedes    | Nico Rosberg      | Lewis Hamilton    | Nico Rosberg    | Lewis Hamilton    |
| Mercedes    | Lewis Hamilton    | Nico Rosberg      | Lewis Hamilton  | Nico Rosberg      |
| Ferrari     | Kimi Räikkönen    | Sebastian Vettel  | Kimi Räikkönen  | Sebastian Vettel  |
| Williams    | Valtteri Bottas   | Valtteri Bottas   | Felipe Massa    | Felipe Massa      |
| Red Bull    | Daniil Kvjat      | Daniel Ricciardo  | Daniil Kvjat    | Daniel Ricciardo  |
| Force India | Nico Hülkenberg   | Sergio Pérez      | Nico Hülkenberg | Sergio Pérez      |
| Renault     | Kevin Magnussen   | Kevin Magnussen   | Jolyon Palmer   | Jolyon Palmer     |
| Toro Rosso  | Max Verstappen    | Carlos Sainz Jr.  | Max Verstappen  | Carlos Sainz Jr.  |
| Sauber      | Felipe Nasr       | Marcus Ericsson   | Felipe Nasr     | Marcus Ericsson   |
| McLaren     | Fernando Alonso   | Jenson Button     | Fernando Alonso | Jenson Button     |
| Manor       | Rio Haryanto      | Pascal Wehrlein   | Pascal Wehrlein | Rio Haryanto      |
| Haas        | Esteban Gutiérrez | Esteban Gutiérrez | Romain Grosjean | Romain Grosjean   |
| Haas        | Esteban Gutiérrez | Esteban Gutiérrez | Romain Grosjean | Esteban Gutiérrez |

### Resoconto prima giornata
Il tedesco Nico Rosberg fa segnare il miglior tempo, nella prima giornata di test. Il pilota della Mercedes, impegnato solo alla mattina, ha impiegato principalmente gomme di tipo medio, montando gomme morbide solo per ottenere il miglior rilievo cronometrico. Valtteri Bottas, secondo, ha avvicinato il tempo di Rosberg, utilizzando però gomme supersoft. Terzo ha chiuso Fernando Alonso, che ha testato l'affidabilità della McLaren, inanellando 93 giri.
Sulla Manor si sono verificati problemi al retrotreno, tanto che Haryanto ha compiuto la maggior parte dei giri solo nel pomeriggio; all'Haas problemi alla pompa della benzina hanno invece costretto a chiudere anzitempo i test. Sulla Ferrari invece si sono verificati dei problemi col retrotreno. La sessione è stata interrotta con bandiera rossa per un guasto sulla Renault di Kevin Magnussen, rimasta poi ferma sul tracciato.

#### Piloti più veloci
| Pos | Pilota          | Team              | Tempo    | Giri |
| --- | --------------- | ----------------- | -------- | ---- |
| 1   | Nico Rosberg    | Mercedes          | 1'23"022 | 82   |
| 2   | Valtteri Bottas | Williams-Mercedes | 1'23"229 | 123  |
| 3   | Fernando Alonso | McLaren-Honda     | 1'24"735 | 93   |

### Resoconto seconda giornata
Valtteri Bottas, utilizzando gomme supersoft, è il più rapido nella seconda giornata. Alle spalle del pilota della Williams si è piazzato Lewis Hamilton che, dopo un lungo lavoro con gomme medie, ha cercato il tempo con gomme di tipo soft. Terzo, infine, Kevin Magnussen, il giorno prima penalizzato da guai tecnici sulla sua vettura. La Ferrari effettua un lungo lavoro con Sebastian Vettel, al fine di recuperare in parte il tempo perduto nella giornata precedente. Vettel ha anche seguito, per alcuni giri, da vicino la Mercedes, guidata da Nico Rosberg al pomeriggio.
Sulla Haas si sono nuovamente verificati dei problemi, che hanno fortemente limitato il numero di giri compiuti da Esteban Gutiérrez. In questa occasione si è verificata la rottura del turbo. In giornata è stata esposta in una sola occasione la bandiera rossa, per dei problemi sulla Sauber di Marcus Ericsson.

#### Piloti più veloci
| Pos | Pilota          | Team              | Tempo    | Giri |
| --- | --------------- | ----------------- | -------- | ---- |
| 1   | Valtteri Bottas | Williams-Mercedes | 1'23"261 | 108  |
| 2   | Lewis Hamilton  | Mercedes          | 1'23"622 | 73   |
| 3   | Kevin Magnussen | Renault           | 1'23"933 | 126  |

### Resoconto terza giornata
Nella terza giornata di test il miglior tempo è del ferrarista Kimi Räikkönen, che ha fatto segnare la miglior prestazione con gomme ultrasoft, ma che era in testa anche con le gomme soft. Al pomeriggio il finnico si è impegnato in una simulazione di un gran premio. Räikkönen ha testato anche, per la prima volta in F1, la protezione frontale per il pilota, denominata Halo, che dovrebbe entrare in vigore per la stagione 2017: questa protezione, costituita da una struttura a forma triangolare è posta dinanzi al volto del pilota.
Dietro a Räikkönen si è posizionato Felipe Massa, che era stato limitato al mattino da un problema tecnico. Lewis Hamilton, che ha preso il volante di Nico Rosberg nel pomeriggio, alla Mercedes, ha chiuso col penultimo tempo, essendosi concentrato sulla valutazione della vettura con carico di benzina. Per tre volte è stata interrotta la sessione con la bandiera rossa, per consentire il recupero della Haas di Romain Grosjean, finita nella via di fuga della prima curva.

#### Piloti più veloci
| Pos | Pilota          | Team                 | Tempo    | Giri |
| --- | --------------- | -------------------- | -------- | ---- |
| 1   | Kimi Räikkönen  | Ferrari              | 1'22"765 | 136  |
| 2   | Felipe Massa    | Williams-Mercedes    | 1'23"192 | 119  |
| 3   | Nico Hülkenberg | Force India-Mercedes | 1'23"251 | 137  |

### Resoconto quarta giornata

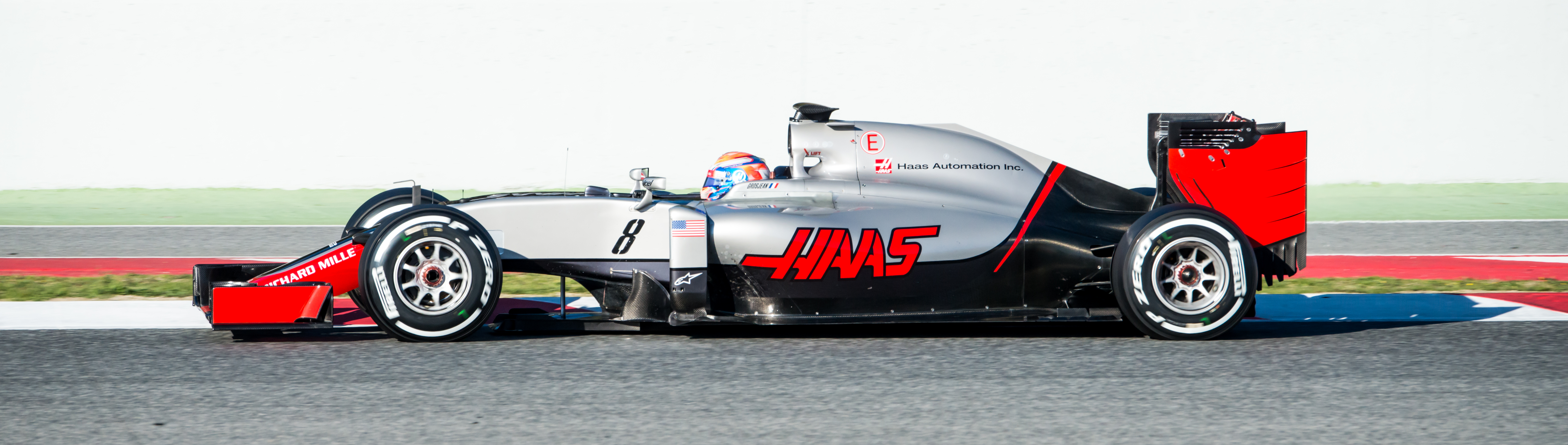
Romain Grosjean al volante di una Haas.

Anche nell'ultima giornata di test il più rapido è il pilota della Scuderia Ferrari, in questa occasione Sebastian Vettel, che coglie il tempo utilizzando gomme supersoft. Il tedesco precede Carlos Sainz Jr. e Felipe Massa. Vettel ha testato, solo al mattino, l'apparato HALO, già utilizzato, il giorno precedente dal suo compagno di team Räikkönnen. Lewis Hamilton è stato bloccato da un problema tecnico al termine della fase mattutina, prima di essere sostituito da Nico Rosberg, nel pomeriggio. Altre scuderie limitate da guai con le monoposto sono state la Renault e la Manor, con quest'ultima che ha potuto provare solo nel pomeriggio.

#### Piloti più veloci
| Pos | Pilota           | Team              | Tempo    | Giri |
| --- | ---------------- | ----------------- | -------- | ---- |
| 1   | Sebastian Vettel | Ferrari           | 1'22"852 | 142  |
| 2   | Carlos Sainz Jr. | STR-Ferrari       | 1'23"134 | 133  |
| 3   | Felipe Massa     | Williams-Mercedes | 1'23"644 | 129  |

## Terzo test di Barcellona

### Formazione piloti
La Sauber rinuncia a partecipare al test per mancanza di novità aerodinamiche da testare e per problemi finanziari. La Force India è l'unico team che non impiega nessuno dei piloti titolari, nelle due giornate, ma il collaudatore Celis. Pascal Wehrlein, dopo aver testato una Manor il primo giorno, viene utilizzato dalla Mercedes il giorno seguente, in luogo del preannunciato Esteban Ocon, che nella prima giornata è stato comunque impiegato in Renault.
| Team        | 17 maggio         | 18 maggio         |
| ----------- | ----------------- | ----------------- |
| Mercedes    | Nico Rosberg      | Pascal Wehrlein   |
| Ferrari     | Sebastian Vettel  | Antonio Fuoco     |
| Red Bull    | Daniel Ricciardo  | Max Verstappen    |
| Williams    | Alex Lynn         | Felipe Massa      |
| Toro Rosso  | Pierre Gasly      | Daniil Kvjat      |
| Haas        | Romain Grosjean   | Esteban Gutiérrez |
| Force India | Alfonso Celis Jr. | Alfonso Celis Jr. |
| McLaren     | Jenson Button     | Stoffel Vandoorne |
| Renault     | Esteban Ocon      | Kevin Magnussen   |
| Manor       | Pascal Wehrlein   | Jordan King       |

### Resoconto prima giornata
Il terzo test che si tiene sul Circuito di Barcellona è programmato il 17 e 18 maggio, nella settimana seguente al GP di Spagna, vinto da Max Verstappen. Partecipano al test tutte le scuderie impegnate nel mondiale, ad eccezione della Sauber; la scuderia elvetica non prevede la possibilità di testare nuovi aggiornamenti della vettura e non ha la possibilità di schierare dei piloti esordienti, come prevede il regolamento. La Renault porta una versione aggiornata del motore.
Nella prima giornata di test il più veloce è Sebastian Vettel, che inanella 103 giri. Il tedesco della Ferrari ha preceduto il connazionale Nico Rosberg: entrambi hanno ottenuto il loro tempo con l'utilizzo di gomme soft, anche se il pilota della Mercedes al mattino si era concentrato sull'utilizzo di coperture a mescola media. Al terzo posto ha chiuso Jenson Button, che era stato il più rapido nella parte mattutina della sessione.

#### Piloti più veloci
| Pos | Pilota           | Team          | Tempo    | Giri |
| --- | ---------------- | ------------- | -------- | ---- |
| 1   | Sebastian Vettel | Ferrari       | 1'23"220 | 103  |
| 2   | Nico Rosberg     | Mercedes      | 1'23"337 | 119  |
| 3   | Jenson Button    | McLaren-Honda | 1'23"753 | 86   |

### Resoconto seconda giornata
Max Verstappen, nel secondo giorno, è il pilota col tempo migliore. L'olandese, vincitore del gran premio della domenica, precede il tester della McLaren Stoffel Vandoorne e quello della Mercedes Pascal Wehrlein. La sessione è stata interrotta per due volte con la bandiera rossa: la prima volta per un'uscita di pista della Manor di Jordan King, poi per un problema al propulsore della STR di Daniil Kvjat.

#### Piloti più veloci
| Pos | Pilota            | Team                      | Tempo    | Giri |
| --- | ----------------- | ------------------------- | -------- | ---- |
| 1   | Max Verstappen    | Red Bull Racing-TAG Heuer | 1'23"267 | 118  |
| 2   | Stoffel Vandoorne | McLaren-Honda             | 1'24"006 | 108  |
| 3   | Pascal Wehrlein   | Mercedes                  | 1'24"145 | 133  |

## Test di Silverstone

### Formazione piloti
La Sauber rinuncia a partecipare al test, che si tiene all'indomani del Gran Premio di Gran Bretagna, per la mancanza di novità aerodinamiche da testare, ma anche per problemi finanziari. Il monegasco Charles Leclerc, dopo aver debuttato sulla Haas nelle libere del gran premio di Silverstone, viene impiegato dalla Scuderia Ferrari, mentre nel team statunitense fa il suo esordio Santino Ferrucci.
| Team        | 12 luglio        | 13 luglio           |
| ----------- | ---------------- | ------------------- |
| Mercedes    | Esteban Ocon     | Esteban Ocon        |
| Mercedes    | Pascal Wehrlein  | Pascal Wehrlein     |
| Ferrari     | Charles Leclerc  | Kimi Räikkönen      |
| Red Bull    | Pierre Gasly     | Pierre Gasly        |
| Williams    | Alex Lynn        | Valtteri Bottas     |
| Force India | Nikita Mazepin   | Nikita Mazepin      |
| Toro Rosso  | Carlos Sainz Jr. | Sérgio Sette Câmara |
| McLaren     | Fernando Alonso  | Stoffel Vandoorne   |
| Haas        | Santino Ferrucci | Santino Ferrucci    |
| Renault     | Sergey Sirotkin  | Jolyon Palmer       |
| Manor       | Rio Haryanto     | Jordan King         |

### Resoconto prima giornata
Il pilota tedesco della Manor, Pascal Wehrlein, guida la Mercedes F1 W05, utilizzata dalla scuderia germanica nel 2014, per testare le gomme che la Pirelli, fornirà dal 2017. Un'altra innovazione presentata in pista è la soluzione per la protezione del capo del pilota, definita Halo, e testata dalla Red Bull. In realtà la prima giornata è caratterizzata dalla pioggia, che arriva nel pomeriggio, e ciò impedisce, per l'assenza di gomme da bagnato, di proseguire il test di Wehrlein nella seconda parte della giornata. Il più rapido è Fernando Alonso, che precede l'altro pilota impegnato dalla Mercedes, ovvero Esteban Ocon.

#### Piloti più veloci
| Pos | Pilota          | Team              | Tempo    | Giri |
| --- | --------------- | ----------------- | -------- | ---- |
| 1   | Fernando Alonso | McLaren-Honda     | 1'31"290 | 105  |
| 2   | Esteban Ocon    | Mercedes          | 1'32"833 | 123  |
| 3   | Alex Lynn       | Williams-Mercedes | 1'34"433 | 54   |

### Resoconto seconda giornata
La seconda giornata di test si tiene su una pista, per lo più, asciutta, anche se non mancano degli scrosci di pioggia debole. Il più rapido è Kimi Räikkönen su Ferrari, che precede ancora Ocon su Mercedes. La Scuderia Toro Rosso ha testato un nuovo cofano motore, mentre Wehrlein ha proseguito nel test sulle gomme Pirelli preparate per il 2017. La Williams, guidata da Valtteri Bottas, ha montato un doppio alettone posteriore, per simulare il carico previsto dalle monoposto introdotte dalla prossima stagione.

#### Piloti più veloci
| Pos | Pilota         | Team                      | Tempo    | Giri |
| --- | -------------- | ------------------------- | -------- | ---- |
| 1   | Kimi Räikkönen | Ferrari                   | 1'30"665 | 103  |
| 2   | Esteban Ocon   | Mercedes                  | 1'31"212 | 139  |
| 3   | Pierre Gasly   | Red Bull Racing-TAG Heuer | 1'31"429 | 103  |

## Test Pirelli
La Pirelli ha annunciato 10 date in cui Mercedes, Ferrari e Red Bull si alterneranno su circuiti diversi per testare gli pneumatici 2017. All'ultima sessione parteciperanno tutte e tre le scuderie.

### Date, piste e piloti
| Data              | Circuito    | Team     | Pneumatici | 1ª giornata      | 2ª giornata       | 3ª giornata      |
| ----------------- | ----------- | -------- | ---------- | ---------------- | ----------------- | ---------------- |
| 1-2 agosto        | Fiorano     | Ferrari  | Wet        | Sebastian Vettel | Esteban Gutiérrez |                  |
| 3-4 agosto        | Mugello     | Red Bull | Slick      | Sébastien Buemi  | Sébastien Buemi   |                  |
| 6-7-8 settembre   | Barcellona  | Ferrari  | Slick      | Kimi Räikkönen   | Sebastian Vettel  |                  |
| 6-7-8 settembre   | Paul Ricard | Mercedes | Slick      | Pascal Wehrlein  | Pascal Wehrlein   | Pascal Wehrlein  |
| 21-22 settembre   | Paul Ricard | Mercedes | Wet        | Pascal Wehrlein  | Pascal Wehrlein   |                  |
| 12-13 ottobre     | Barcellona  | Mercedes | Slick      | Nico Rosberg     | Pascal Wehrlein   |                  |
| 14-15-16 ottobre  | Abu Dhabi   | Red Bull | Slick      | Pierre Gasly     | Pierre Gasly      | Pierre Gasly     |
| 2-3 novembre      | Abu Dhabi   | Red Bull | Wet        | Pierre Gasly     | Pierre Gasly      |                  |
| 15-16-17 novembre | Abu Dhabi   | Ferrari  | Slick      | Antonio Fuoco    | Sebastian Vettel  | Sebastian Vettel |

#### Ultimo test
| Circuito  | Team     | Pneumatici | 29 novembre      |
| --------- | -------- | ---------- | ---------------- |
| Abu Dhabi | Mercedes | Slick      | Pascal Wehrlein  |
| Abu Dhabi | Ferrari  | Slick      | Kimi Räikkönen   |
| Abu Dhabi | Red Bull | Slick      | Daniel Ricciardo |